# 胡藩
胡藩（372年—433年），字道序，豫章南昌（今江西南昌）人。東晉末年及南朝宋初年將領。胡藩早年跟隨桓玄，在桓玄兵敗後還家，為劉裕所召命，參與多場戰事，為南朝宋的開國功臣。

## 生平

### 早年有名
胡藩年小時父親胡仲任就死了，但居喪期間就因極度哀痛而得人稱許，時豫章太守韓伯見此亦向胡藩叔叔胡少廣說胡藩日後應當時義烈聞名。胡藩後來得到州府辟命為官，但胡藩卻不肯應召，等到兩個弟弟成婚後才參郗恢征虜軍事。郗恢時任雍州刺史，駐鎮襄陽（今湖北襄陽市），而當時的荊州刺史是殷仲堪，胡藩表兄羅企生就是仲堪的參軍。一次胡藩請假還鄉，經過荊州治所江陵（今湖北荊州市荊州區）時就探望他。殷仲堪此時邀請胡藩和其見面，相當厚待他，當時殷仲堪怯於南郡公桓玄一族於荊州的勢力，於是巴討好他，胡藩遂向仲堪指出桓玄志向不凡，勸請仲堪不要過份親任他。不過，胡藩見仲堪聽後不甚高興，回去後就向羅企生表示殷仲堪早晚會敗在桓玄手中，勸他快點計劃離開。
胡藩後參桓玄的後軍軍事，隆安三年（399年），時為江州刺史的桓玄出兵消滅殷仲堪及楊佺期，吞併二人分領的荊雍二州，胡藩亦有參與，而羅企生終也沒聽胡藩的勸言，在此事中被殺。元興元年（402年）桓玄擊敗司馬道子父子，入朝主政，胡藩亦隨之先後轉參太尉、大將軍及相國軍事。元興三年（404年），劉裕起兵討伐先前已篡位稱帝的桓玄，擊敗桓楚軍隊並逼近建康（今江蘇南京），桓玄當時就要出走，胡藩就拉住桓玄的馬，說：「現在還有八百個羽林射手，他們都是從荊州跟隨來的，一旦放棄這裏，還怎能再回來呀？」不過桓玄不想再戰，僅以馬鞭指天，接若就出發西上，胡藩在亂中就與桓玄失散了。胡藩及後在蕪湖追上桓玄，桓玄見後十分高興。不過，胡藩在桑落洲之戰中因所乘船艦被燒而掉下水中，鎧甲進滿水之下在水中潛行三十多步才登岸，但因桓玄軍已潰退，追擊的討伐軍斷絕了胡藩追上敗軍的路，唯有返回故家。劉裕早就對當日胡藩對殷仲堪直陳桓玄之事，又知其對桓玄盡節，於是召了他當員外散騎侍郎，參劉裕鎮軍軍事。

### 內外征伐
義熙五年（409年），劉裕北伐南燕，大軍進至臨朐（今山東臨朐）。時燕軍由燕帝慕容德指揮，主力都集結在城外與晉軍作戰，胡藩則認為燕軍大軍主力在城外，城中兵力虛弱，獻計直取臨朐城，一戰瓦解燕軍。劉裕於是派檀韶與胡藩等領兵進攻，果然成功攻下，慕容德倉皇投奔城外燕軍，劉就命軍隊進攻，大敗燕軍，乘勝進圍燕都廣固（今山東青州市），終於翌年滅燕。攻下廣固前夕，劉裕的佐吏齊集，突然有一只鵝那樣大的黑色飛鳥闖進劉裕帳中，眾人都大驚，認為是不祥之兆，但胡藩就說黑色是胡人的顏色，此象是「胡虜歸我」大吉之兆。
在攻南燕時，廣州刺史盧循乘機在東晉國內起事，先後擊敗江州刺史何無忌及豫州刺史劉毅，逼近建康。劉裕滅燕後快速回軍，共及時在建康布防，成功逼退盧循，解建康之危。期間胡藩在左里抵抗盧循有功，獲封吳平縣五等子。後轉正員散騎侍郎，寧遠將軍、鄱陽太守。
義熙八年（412年），劉毅上任荊州刺史，胡藩曾建議劉裕於倪塘之會中殺了劉毅，但劉裕沒有聽從。而劉毅到荊州後聚集勢力抗衡劉裕，終也令劉裕決定在當年出兵消滅他。胡藩當時亦隨軍，劉裕遂後悔早前沒聽從胡落的建議。劉毅敗亡後，晉宗室司馬休之繼任荊州刺史，但司馬休之在當地甚得人心，又令劉裕忌憚他，終在義熙十一年（415年）又再次出兵荊州。這次胡藩以劉裕參軍加建武將軍，率游軍駐於江津。劉裕所派的前鋒劉裕女婿徐逵之為魯爽所敗並戰死，這令劉裕十分憤怒，當日就在馬頭渡江進攻江陵，不過江津岸邊陡峭，司馬休之部隊又在岸上防守，根本無處登岸。盛怒的劉裕命令胡藩登岸進攻，胡藩流露疑惑神色，劉裕見此更加憤怒，要命令左右殺掉胡藩，胡藩於是被逼登岸，用刀柄擊打岸邊岩石，造出一些僅僅夠手腳抓住的位置借刀攀登，後面其他士兵見胡藩成功上攀亦漸漸跟隨。成功登岸後就對岸上的休之軍發動進攻，對方竟然不能抵抗，被逼撤退，眾軍於是乘勢進擊，讓司馬休之等潰敗，被逼北歸後秦。
義熙十二年（416年），劉裕北伐後秦，由於大軍循黃河西上進攻關中，令勢力南至黃河一帶的北魏警惕，並派軍在黃河北岸防禦。一次胡藩軍有一輜重船被暴風吹到黃河北岸，於是被防守的魏軍掠奪，胡藩十分憤怒，就帶著身邊十二人乘小船到北岸。胡藩到岸後面對的是一支約五六百人的北魏騎兵，魏軍見胡藩帶著這麼少人都輕視並取笑他，但胡藩卻以其射術瞬間擊殺十多人，其他魏軍驚懼之下逃走，胡藩就奪回被掠的物資。後胡藩與朱超石進攻秦將姚業所駐的蒲坂，但超石失利，胡藩就收拾好超石敗軍留下的物資，緩緩退走，令姚業不敢追擊。
劉裕滅秦後於義熙十四年（418年）班師，回彭城後胡藩又轉參相國軍事。後轉任始興相，並追論在南燕及討伐司馬休之時的功勳改封陽山縣男，食邑五百。元嘉四年（427年）轉建武將軍、江夏內史。元嘉七年（430年）轉任遊擊將軍，並在北伐時出戍廣陵（今江蘇揚州市），代出鎮彭城節度北伐的南兗州刺史劉義欣處理州事。後又轉太子左衞率。元嘉十年（433年）去世，享年六十二，諡為壯侯。

## 子女
胡藩庶子多達六十人，但大部分都不遵守法度。
- 胡隆世，嗣爵，西陽太守。
- 胡遵世，第十四子，臧質寧遠參軍。後渉及孔熙先謀反案而被宋文帝借他故處死。
- 胡景世，胡誕世兄，新興太守，誕世作亂失敗後向廷尉歸罪，被流放到偏遠州郡。
- 胡寶世，胡景世弟，誕世作亂失敗後向廷尉歸罪，被流放到偏遠州郡。
- 胡誕世，第十六子，曾在豫章郡起兵，打算奉被廢為庶人的劉義康起事，為檀和之所殺。
- 胡茂世，第十七子，與胡誕世一同起事，被殺。

## 腳註
1. ↑  《晉書·殷仲堪傳》：「初，桓玄棄官歸國，仲堪憚其才地，深相交結。玄亦欲假其兵勢，誘而悅之。」《宋書·胡藩傳》：「藩因說仲堪曰：「『桓玄意趣不常，每怏怏於失職。節下崇待太過，非將來之計也。』」
2. ↑  《宋書·胡藩傳》：「藩於南掖門捉玄馬控，曰：『今羽林射手猶有八百，皆是義故西人，一旦捨此，欲歸可復得乎？』」

## 延伸阅读
[在维基数据编辑]
 《宋書·卷50》，出自沈约《宋书》
 《南史·卷17》，出自李延壽《南史》